# Netwerk Ecologische Monitoring
Het Netwerk Ecologische Monitoring (NEM) is een samenwerkingsverband van overheidsorganisaties en waarnemers voor de monitoring van de natuur in Nederland. Het doel is om de verzameling van gegevens af te stemmen op de informatiebehoefte van de overheid.
Het NEM volgt de trends van een aantal belangrijke soortgroepen en vormt daarmee de ruggengraat van de monitoring van de terrestrische natuur in Nederland. De meeste meetnetten van het NEM worden uitgevoerd door de Soortenorganisaties, die dankzij de inspanningen van vele duizenden vrijwilligers grote hoeveelheden hoogwaardige data verzamelen over verspreiding, voorkomen en aantalontwikkeling van soorten. Het CBS verwerkt de gegevens tot natuurstatistieken. Zo worden de natuur en de resultaten van het beleid op de voet gevolgd.
Er zijn meetnetten van zoogdieren, vogels, flora, vlinders, reptielen, amfibieën, paddenstoelen, libellen, vissen, mariene fauna en insecten.

## Organisaties
In het NEM werken samen:
- Het Ministerie van Economische Zaken (EZ)
- Het Ministerie van Infrastructuur en Milieu (IenM)
- Rijkswaterstaat (RWS)
- de provincies
- Het Planbureau voor de Leefomgeving (PBL)
- Het Centraal Bureau voor de Statistiek (CBS)

Soortenorganisaties die vrijwilligers werven, opleiden en aansturen om informatie te verzamelen, zijn: Stichting Anemoon,
Bryologische en Lychenologische werkgroep, Floron, Nederlandse Mycologische Vereniging, RAVON, Sovon, Vlinderstichting, Zoogdiervereniging